# Tom et Jerry casse-noisettes
Pour les articles homonymes, voir Tom et Jerry (homonymie).
Pour plus de détails, voir Fiche technique et Distribution.
Tom et Jerry casse-noisettes (Tom and Jerry: A Nutcracker Tale) est un film d'animation américain réalisé par Spike Brandt et Tony Cervone, sorti en 2007. Il met en scène les personnages Tom le chat et Jerry la Souris.

## Synopsis
Jerry se retrouve dans un monde enchanté où se trouvent des friandises et des jouets vivants. Alors qu'il savoure le bonheur d'être entouré d'amis, Tom et sa bande de chats débarquent et attirent des ennuis. Jerry va devoir faire appel au fabricant de jouets pour l'aider.

## Fiche technique
- Titre original : Tom and Jerry : A Nutcracker Tale
- Titre français : Tom et Jerry casse-noisettes
- Réalisation : Spike Brandt et Tony Cervone
- Scénario : Spike Brandt d'après une histoire de Joseph Barbera, inspiré du ballet de Tchaïkovsky
- Montage : Rob Desales
- Musique : Ken Gregory
- Production : Bobbie Page, Spike Brandt, Tony Cervone
- Production exécutive : Sander Schwartz et Joseph Barbera
- Société de production : Warner Bros. Animation, Turner Entertainment
- Société de distribution : Warner Home Video
- Pays d’origine :  États-Unis
- Langue originale : Anglais
- Genre : Animation, comédie, conte
- Durée : 47 minutes
- Date de sortie :
  - États-Unis : 19 novembre 2007

## Voix originales
- Chantal Strand : Mitsou
- Ian James Corlett : Paulie
- Kathleen Barr : Nelly
- Tara Strong : La petite ballerine
- Gary Chalk : Le roi des chats
- Trevor Devall : Lacquais
- Richard Newman : Le fabricant de jouets
- Mark Oliver : Monsieur Malveillant

## Voix françaises
- Caroline Combes : Mitsou
- Jérémy Prévost : Paulie
- Sidonie Laurens : Nelly
- Laura Préjean : Ballerine
- Éric Etcheverry : Roi des chats
- Guillaume Lebon : Lacquais
- Benoît Allemane : Fabricant de jouets
  - Voix additionnelles : Paul Borne, Pascal Casanova

## DVD
- Tom et Jerry : Casse Noisettes (DVD-9 Keep Case) sorti le 19 octobre 2018 édité par Warner Bros et distribué par Warner Home Vidéo France. Le ratio écran est en 1.33:1 plein écran 4:3. L'audio est en Français, Anglais, Néerlandais, Finlandais, Italien et Suédois avec présence de sous-titres de ces mêmes langues. Pas de suppléments. Il s'agit d'une édition Zone 2[1].